# Ubichinolo-citocromo c reduttasi
La ubichinolo-citocromo c reduttasi è un enzima appartenente alla classe delle ossidoreduttasi, che catalizza la seguente reazione:
QH2 + 2 ferricitocromo c ⇌ Q + 2 ferrocitocromo c + 2 H+
Tale enzima è noto anche come complesso III nel contesto della catena di trasporto degli elettroni. Si tratta infatti della seconda delle tre pompe protoniche presenti sulla membrana interna mitocondriale che fanno parte del processo. Il complesso III riceve elettroni dal coenzima Q e li cede al citocromo c, una proteina periferica di membrana che trasferisce elettroni dal complesso III al IV. Contestualmente, l'enzima trasferisce quattro protoni nello spazio intermembrana, contribuendo a generare il potenziale di membrana necessario alla fosforilazione ossidativa dell'ATP.
L'enzima contiene anche il citocromo b, che possiede due gruppi eme (b562 e b566) legati ad un'unica catena proteica, un centro ferro-zolfo ed il citocromo c1.